# Norley Wood
Norley Wood (ou  'Norleywood' ) est un hameau situé dans le Parc national New Forest, parc national du Hampshire, en Angleterre. 

## Géographie

### Localisation
La ville la plus proche est Lymington, située à environ 4 km au sud-ouest du village.

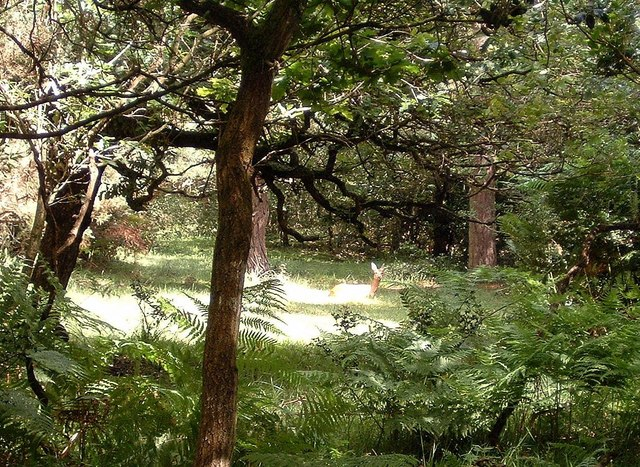
Chevreuil dans un pré à Norleywood.

La côte se trouve à moins de 3 km de la localité à vol d'oiseau.
Le hameau relève de la paroisse civile de Boldre.